# كلود كينغ
كلود كينغ (بالإنجليزية: Claude King)‏ (5 فبراير 1923 – 7 مارس 2013) هو مغني وكاتب أغاني أميركي، اشتهر بأغنيته Wolverton Mountain ذات المليون مبيع عام 1962.

## السيرة
ولد كينغ في كيثفيل، وهو تجمع سكني غير مصنف قرب مدينة شريفبورت في شمال غرب لويزيانا. كان مهتما بالموسيقى في سن مبكرة ولكنه اهتم أيضا بالرياضة ونشاطات الهواء الطلق. حصل على منحة بيسبول إلى جامعة ايداهو في مدينة موسكو، آيداهو.
خدم في البحرية الأمريكية من 1942 إلى 1945 خلال الحرب العالمية الثانية. 

## الموسيقى
شكل كينغ فرقة مع صديقيه بادي أتاواي وتيلمان فرانكس، وكانوا يغنون في منطقة شريفبورت في وقت فراغهم، حيث كانوا يعملون في وظائف أخرى.  انضم إلى برنامج لويزيانا هيرايد، وهو برنامج إذاعي تلفزيوني تم إنتاجه في قاعة بلدية شريفيبورت وتم بثه في أنحاء الولايات المتحدة والمملكة المتحدة.
سجل كينغ عددًا من الأغاني على علامة غوثام ريكوردز ولم تحقق أي منها النجاح. قرر احتراف الموسيقى ووقع مع قسم ناشفيل من علامة كولومبيا للتسجيلات في عام 1961، وحقق النجاح على الفور بأغنية "Big River, Big Man". وسرعان ما تبعها بأغنية "The Comancheros" المستوحاة من فيلم جون واين بنفس الاسم. كلا الأغنيتين وصلتها إلى العشر الأوائل في قائمة بيلبورد لأغاني الكانتري ونالتا نجاحا بسيطا على قائمة البوب.
أصدر كينغ أشهر تسجيلاته في ربيع عام 1962، وهي "Wolverton Mountain" من تأليف ميرل كلغور. حققت الأغنية نجاحا فوريا وتصدرت قائمة بيلبورد لأغاني الكانتري لتسعة أسابيع ابتداءً من 30 يونيو 1962، وبقيت في مجموع القائمة لستة وعشرين أسبوعًا، كما وصلت للمركز السادس على قائمة أغاني البوب، وحصل على جائزة القرص الذهبي بعد أن بيع منها أكثر من مليون نسخة.
تابع كينغ نجاحه بأغنية The Burning Of Atlanta عن معركة أتلانتا عام 1864 خلال الحرب الأهلية، واستمر بإصدار الأغاني الناجحة طوال العقد. رغم أن أغانيه كانت تصل مراتب متقدمة على القائمة، إلا أنه لم يكرر النجاح مع أغنية «ولفرتون ماونتن»، وكانت آخر أغنية له تصل العشرة الأوائل هي "All for the Love of a Girl" عام 1969، والتي أصدرها ضمن ألبوم تذكاري لصديقه جوني هورتون. ترك كينغ علامة كولومبيا في عام 1973.
في عام 1977، سجل كينغ آخر أغنية له تدخل قائمة بيلبورد وهي Cotton Dan من إنتاج للمنتج هوارد نايت، واحتلت المرتبة 94 على قائمة الكانتري.
مثل كينغ وغنى في العديد من الأفلام، وهو أحد القلائل الذين يملكون عضوية في كل من نقابة ممثلي الشاشة والجمعية الأمريكية للملحنين والمؤلفين والناشرين (ASCAP). لعب كينغ أدوارًا في عدد من الأفلام الطويلة، مثل فيلم Swamp Girl عام 1971 وفيلم Year of the Yahoo عام 1972.
أدرج كينغ في عام 2007 ضمن «رصيف المشاهير» في شريفبورت. في عام 2011، تم اختيار كينغ كواحد من «خمسة أساطير حيّة من شريفبورت» من المقدم داني فوكس (1954 – 2014) من إذاعة KWKH. الآخرون كانوا الصحفي بوب غريفين، وعازف الإيتار جيمس بيرتون، والمغني هانك ويليامز الابن، والمذيع فرانك بيج.

## الموت
توفي كينغ فجأة في منزله في شريفبورت في 7 مارس 2013، في سن التسعين، وعاشت بعده زوجته، باربرا كوكو، وثلاثة أبناء، وأتت وفاته بعد شهر من ذكرى زواجه السنوية السابعة والستين.
عُقدت الجنازة في 13 مارس 2013، في كنيسة سينتوريز هوم تشابل في شريفبورت، وأدخل في مقبرة سينتوريز فيونيرال بارك. وكان أحد القسين اللذان أقاما المراسم هو بيل فرانكيس، شقيق تيلمان فرانكس الأصغر، والذي عقد مراسم جنازة جوني هورتون عام 1960.

## ديسكوغرافيا

### الألبومات
| السنة | الألبوم                    | أفضل موقع                 | أفضل موقع              | العلامة  |
| السنة | الألبوم                    | ألبومات الكانتري (أمريكا) | ألبومات البوب (أمريكا) | العلامة  |
| ----- | -------------------------- | ------------------------- | ---------------------- | -------- |
| 1962  | Meet Claude King           | —                         | 80                     | Columbia |
| 1965  | Tiger Woman                | —                         | —                      | Columbia |
| 1968  | The Best of Claude King    | —                         | —                      | Columbia |
| 1969  | I Remember Johnny Horton   | 24                        | —                      | Columbia |
| 1970  | Friend, Lover, Woman, Wife | —                         | —                      | Columbia |
| 1971  | Chip 'N' Dale's Place      | 45                        | —                      | Columbia |

### الأغاني
| السنة | الأغنية                                          | أفضل موقع               | أفضل موقع            | أفضل موقع             | الألبوم                    |
| السنة | الأغنية                                          | أغاني الكانتري (أمريكا) | أغاني البوب (أمريكا) | أغاني الكانتري (كندا) | الألبوم                    |
| ----- | ------------------------------------------------ | ----------------------- | -------------------- | --------------------- | -------------------------- |
| 1961  | "Big River, Big Man"                             | 7                       | 82                   | —                     | Meet Claude King           |
| 1961  | "The Comancheros"                                | 7                       | 71                   | —                     | Meet Claude King           |
| 1962  | "Wolverton Mountain"                             | 1                       | 6                    | —                     | Meet Claude King           |
| 1962  | "The Burning of Atlanta"                         | 10                      | 53                   | —                     | singles only               |
| 1963  | "I've Got the World by the Tail"                 | 11                      | 111                  | —                     | singles only               |
| 1963  | "Sheepskin Valley"                               | 12                      | —                    | —                     | singles only               |
| 1963  | "Building a Bridge"                              | 12                      | —                    | —                     | singles only               |
| 1963  | "Hey Lucille!"                                   | 13                      | —                    | —                     | singles only               |
| 1964  | "That's What Makes the World Go Around"          | 33                      | —                    | —                     | singles only               |
| 1964  | "Sam Hill"                                       | 11                      | —                    | 2                     | singles only               |
| 1965  | "Whirlpool (Of Your Love)"                       | 47                      | —                    | —                     | singles only               |
| 1965  | "Tiger Woman"                                    | 6                       | 110                  | —                     | Tiger Woman                |
| 1966  | "Little Buddy"                                   | 17                      | —                    | —                     | Tiger Woman                |
| 1966  | "Catch a Little Raindrop"                        | 13                      | —                    | —                     | Tiger Woman                |
| 1966  | "Little Things That Every Girl Should Know"      | 50                      | —                    | —                     | singles only               |
| 1967  | "The Watchman"                                   | 32                      | —                    | —                     | singles only               |
| 1967  | "Laura (What's He Got That I Ain't Got)"         | 50                      | —                    | —                     | singles only               |
| 1967  | "Yellow Haired Woman"                            | 59                      | —                    | —                     | singles only               |
| 1968  | "Parchman Farm Blues"                            | 67                      | —                    | —                     | singles only               |
| 1968  | "The Power of Your Sweet Love"                   | 48                      | —                    | —                     | singles only               |
| 1969  | "Sweet Love On My Mind"                          | 52                      | —                    | —                     | Friend, Lover, Woman, Wife |
| 1969  | "All for the Love of a Girl"                     | 9                       | —                    | —                     | Friend, Lover, Woman, Wife |
| 1969  | "Friend, Lover, Woman, Wife"                     | 18                      | —                    | 14                    | Friend, Lover, Woman, Wife |
| 1970  | "I'll Be Your Baby Tonight"                      | 33                      | —                    | 39                    | Chip 'N' Dale's Place      |
| 1970  | "Mary's Vineyard"                                | 17                      | —                    | 13                    | Chip 'N' Dale's Place      |
| 1971  | "Chip 'N' Dale's Place"                          | 23                      | —                    | 7                     | Chip 'N' Dale's Place      |
| 1971  | "When You're Twenty-One"                         | 54                      | —                    | —                     | singles only               |
| 1972  | "Darlin' Raise the Shade (Let the Sun Shine In)" | 57                      | —                    | 32                    | singles only               |
| 1972  | "He Ain't Country"                               | 48                      | —                    | —                     | singles only               |
| 1977  | "Cotton Dan"                                     | 94                      | —                    | —                     | singles only               |

## وصلات خارجية
- كلود كينغ على موقع IMDb (الإنجليزية)
- كلود كينغ على موقع ميوزك برينز (الإنجليزية)
- كلود كينغ على موقع أول ميوزيك (الإنجليزية)
- كلود كينغ على موقع ديسكوغز (الإنجليزية)
- كلود كينغ على موقع قاعدة بيانات الفيلم (الإنجليزية)

قالب:روابط فنبة
- Website
- CMT
- Discography